# Andrena astica
Andrena astica är en biart som beskrevs av Warncke 1967. Andrena astica ingår i släktet sandbin, och familjen grävbin. Inga underarter finns listade i Catalogue of Life.